# Bitva u Bělostoku a Minsku
Bělostocko-Minská bitva byla německá strategická operace prováděná Skupinou armád Střed pod vedením Fedora von Bock. Trvala od prvního dne Operace Barbarossa 22. června 1941 do 29. června 1941. Jejím cílem bylo obklíčení Rudé armády v tomto prostoru.

## Situace před útokem
Po podpisu Paktu Ribbentrop–Molotov došlo k německé a sovětské anexi polského území, přičemž vznikla nová hranice. Ta v prostoru Bělostoku tvořila výběžek, který na severu sousedil s Východním Pruskem a na jihu a západě s Generálním gouvernementem, obsazeném Němci. To tvořilo pro Rudou armádu nebezpečí obklíčení, které se uvědomovali již v roce 1940 někteří sovětští důstojníci v čele se Žukovem. Bohužel pro Sověty, kteří žili v přesvědčení, že Hitler na SSSR nezaútočí, z této potenciální hrozby nevyvodil nikdo žádné důsledky. Plán německého útoku byl téměř totožný s tím, který Žukov předvedl na štábních hrách v roce 1940, když představoval vojska útočící ze západu – postup ze severu i jihu směrem na Minsk a obklíčení Rudé armády v prostoru Białystoku.

## Útok

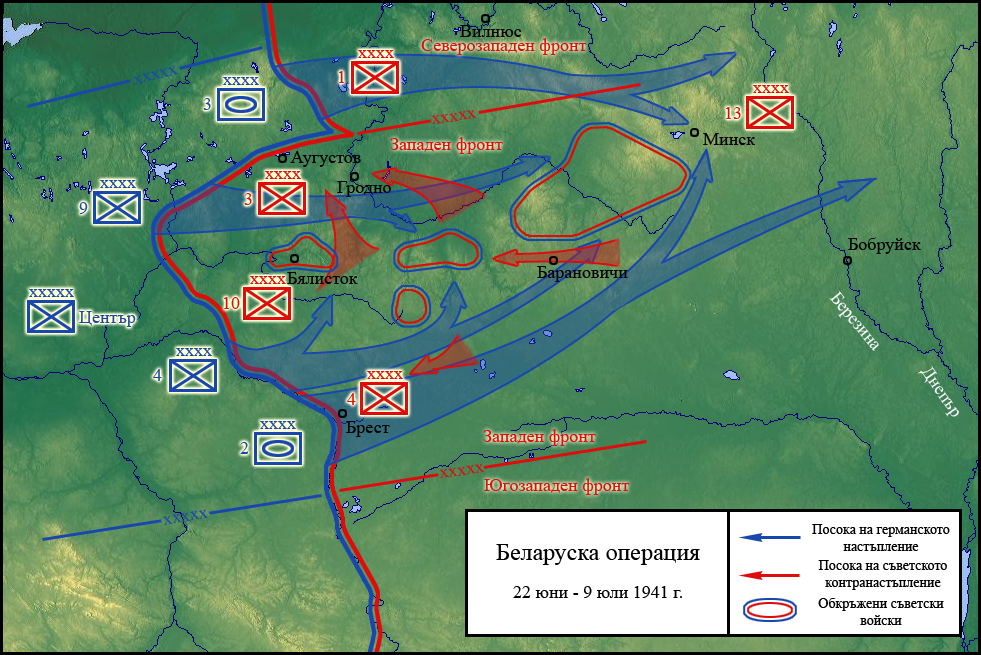
Mapa bitvy

Dne 22. června 1941 zaútočily jednotky 3. tankové armády pod vedením Hermanna Hotha z východního Pruska směrem k Minsku. Stejným směrem útočila 2. tanková armáda Heinze Guderiana z prostoru kolem Brestu. Kromě těchto vojsk se daly do pohybu i další pěší a motorizované sbory, došlo k masívnímu útoku letectva. Proti těmto vojskům stála vojska Západního frontu pod velením Dmitrije Pavlova. Sovětské velení však bylo v chaosu, chyběly zprávy o pohybu německých vojsk, byly narušeny komunikace, nezvládala se organizace obrany. Letectvo bylo v drtivé většině zničeno a sovětským tankům chyběly pohonné hmoty, značná část jich nebyla bojeschopná. Německá 2. tanková armáda pronikla do druhého dne 60 km do sovětského území a teprve toho dne se setkala s pokusem vojsk Rudé armády o protiútok. Ten nebyl úspěšný, stejně jako další útok Rudé armády o den později. 27. června došlo k spojení 2. a 3. tankové armády východně od Minska a okruh obklíčení byl uzavřen. Německá vojska postoupila přes 300 km do hloubky sovětského území a vytvořila si dobré pozice na další útok směrem k Moskvě. Dne 28. června rozdělila německá vojska obklíčený sovětský kotel do dvou kapes. Dne 29. června 1941 padlo hlavní město Běloruska Minsk do německých rukou.

## Následky bitvy

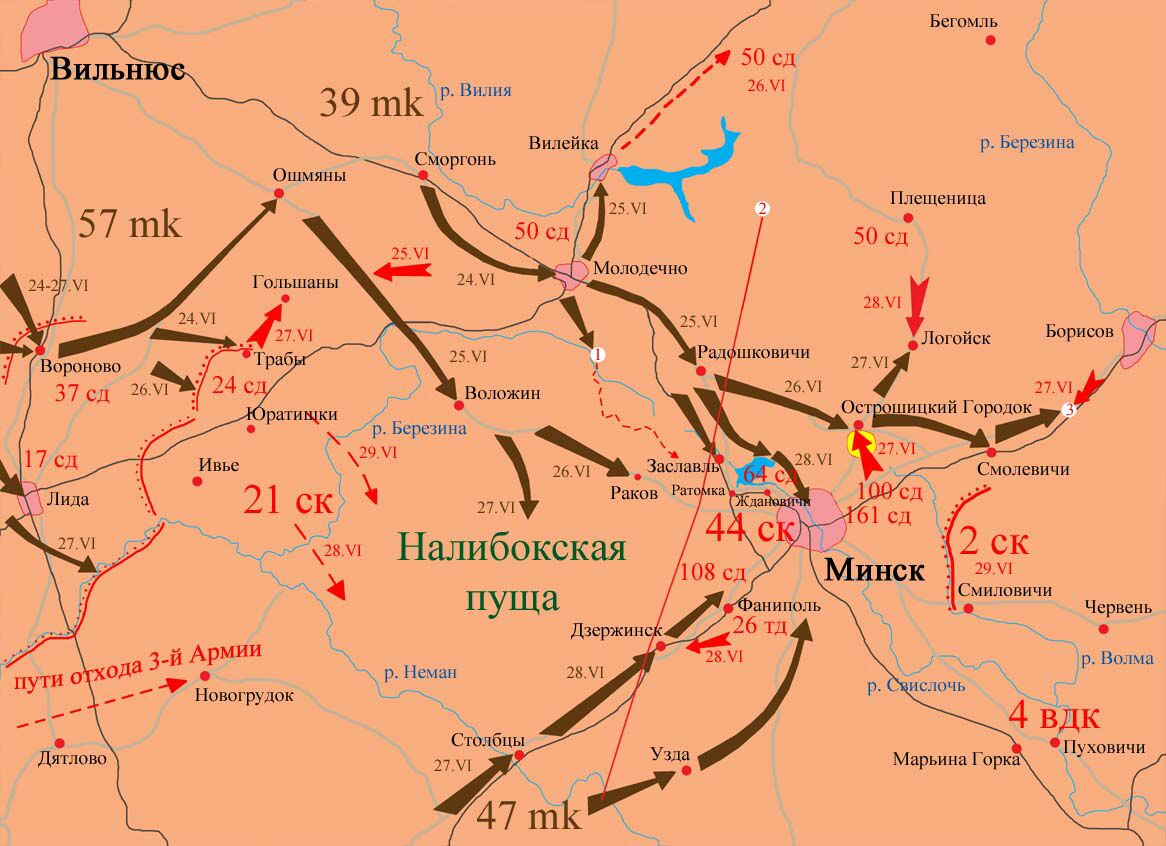
Minská (novogrudecká) kapsa, 24. – 28. června (rusky)

Pro Rudou armádu znamenala tato obrovská porážka šok. Údaje o sovětských ztrátách v operaci se značně rozcházejí, hovoří se o 340-420 tisících obětí, z toho 290 tisíc zajatcích. Ztráty na technice činily 1 500 děl, 2 500 tanků a 1 700 letadel. Zhruba 250 tisícům obklíčeným rudoarmějcům se podařilo z německé pasti uniknout a mohli se pak zapojit do dalších bojů. Sovětský generál Dmitrij Grigorjevič Pavlov byl odvolán do Moskvy, kde byl obviněn z vlastizrady a popraven.